# Liste von Computeranimationsfilmen
Diese Liste zeigt Filme in Spielfilmlänge, die komplett computeranimiert sind. Damit ist hier ausschließlich 3D-Animation gemeint, als Abgrenzung zu 2D-Animationsfilmen, die inzwischen ebenfalls zum größten Teil oder vollständig im Computer entstehen. 3D-Animation bezieht sich nicht auf 3D-Filme, die mit einer speziellen Brille im Kino gesehen werden, sondern auf eine konkrete Animationstechnik, mit der die Filme produziert werden.

## 1995–1999
| Veröffentlichungsdatum 1 | Produktionsland | Dt. Titel                                | Originaltitel | Animations-Studio    | Anmerkungen                                                         |
| ------------------------ | --------------- | ---------------------------------------- | ------------- | -------------------- | ------------------------------------------------------------------- |
| 1995                     |                 |                                          |               |                      |                                                                     |
| 22. November             | USA             | Toy Story                                | Toy Story     | Pixar                | Erster komplett im Computer entstandener Kinofilm, Sonderoscar 1996 |
| 1996                     |                 |                                          |               |                      |                                                                     |
| 1. April                 | Brasilien       | keine Veröffentlichung im deutschen Raum | Cassiopéia    | NDR Filmes           |                                                                     |
| 1998                     |                 |                                          |               |                      |                                                                     |
| 2. Oktober               | USA             | Antz – Was krabbelt da?                  | Antz          | DreamWorks Animation | Erste überzeugende Darstellung von Wasser                           |
| 25. November             | USA             | Das große Krabbeln                       | A Bug's Life  | Pixar                |                                                                     |
| 1999                     |                 |                                          |               |                      |                                                                     |
| 24. November             | USA             | Toy Story 2                              | Toy Story 2   | Pixar                |                                                                     |

## 2000–2004
| Veröffentlichungsdatum 1 | Produktionsland             | Dt. Titel | Originaltitel                                            | Animations-Studio       | Anmerkungen |
| ------------------------ | --------------------------- | --- | -------------------------------------------------------- | ----------------------- | --- |
| 2000                     |                             | |                                                          |                         | |
| 5. Februar               | Japan                       | keine Veröffentlichung im deutschen Raum                                                                                  | A・LI・CE                                                | Gaga Communications     | vermutlich der erste vollständig computeranimierte Anime in Spielfilmlänge                                                     |
| 2001                     |                             | |                                                          |                         | |
| 18. Mai                  | USA                         | Shrek – Der tollkühne Held                                                                                                | Shrek                                                    | DreamWorks Animation    | Oscar für den besten Animationsfilm 2002, sehr überzeugende Darstellung verschiedener Aggregatzustände, von Feuer und von Haar |
| 13. Juli                 | Japan, USA                  | Final Fantasy: Die Mächte in dir                                                                                          | Final Fantasy: The Spirits Within                        | Square Pictures         | Erster, vollständig im Computer entstandener Film mit realistisch wirkenden menschlichen Figuren                               |
| 3. August                | Spanien                     | Abenteuer im Zauberwald – Furi, der tapfere Maulwurf / Abenteuer im Zauberwald – Der kleine Maulwurf rettet seine Freunde | El bosque animado                                        | Dygra Films             | |
| 2. November              | USA                         | Die Monster AG | Monsters, Inc.                                           | Pixar                   | Erste überzeugende Darstellung von Fell                                                                                        |
| 21. Dezember             | USA                         | Jimmy Neutron – Der mutige Erfinder                                                                                       | Jimmy Neutron: Boy Genius                                | DNA Productions         | |
| 2002                     |                             | |                                                          |                         | |
| 15. März                 | USA                         | Ice Age | Ice Age                                                  | Blue Sky Studios        | |
| 26. Juli (USA)           | Indien                      | keine Veröffentlichung im deutschen Raum                                                                                  | Alibaba                                                  | Pentamedia Graphics     | |
| 10. August               | Japan                       | keine Veröffentlichung im deutschen Raum                                                                                  | ぼのぼの クモモの木のこと Bonobono: Kumomo no Ki no Koto | Amuse Pictures          | |
| 4. Oktober               | USA                         | Jonas VeggieTales-Abenteuer                                                                                               | Jonah: A VeggieTales Movie                               | Big Idea Productions    | |
| 2003                     |                             | |                                                          |                         | |
| 30. Mai                  | Australien, USA             | Findet Nemo | Finding Nemo                                             | Pixar                   | Oscar für den besten Animationsfilm 2004                                                                                       |
| 4. Juni                  | Frankreich, Kanada          | Kaena – Die Prophezeiung                                                                                                  | Kaena: La prophétie                                      | Chaman Productions      | Erster französischer computeranimierter Kinofilm                                                                               |
| 15. August               | Südkorea                    | Elysium | Elysium                                                  | Big Film Entertainment  | |
| 16. September            | USA                         | Bionicle: Die Maske des Lichts                                                                                            | Bionicle: Mask of Light                                  | Miramax Films           | |
| 19. September            | Italien                     | keine Veröffentlichung im deutschen Raum                                                                                  | L’Apetta Giulia e la signora Vita                        |                         | Erster italienischer computeranimierter Kinofilm                                                                               |
| 2004                     |                             | |                                                          |                         | |
| 18. März                 | Deutschland, Spanien        | Back to Gaya | Back to Gaya                                             | Ambient Entertainment   | Erster deutscher computeranimierter Kinofilm                                                                                   |
| 2. April                 | Spanien                     | Glup – Ein Abenteuer ohne Verschwendung                                                                                   | Glup, una aventura sin desperdicio                       | Dibulitoon Studio       | |
| 2. April                 | Dänemark                    | Terkel in Trouble | Terkel i knibe                                           | A. Film A/S             | |
| 17. April                | Japan                       | Appleseed | アップルシード                                           | Digital Frontier        | |
| 19. Mai                  | USA                         | Shrek 2 – Der tollkühne Held kehrt zurück                                                                                 | Shrek 2                                                  | DreamWorks Animation    | Von 2004 bis 2010 der finanziell erfolgreichste Animationsfilm                                                                 |
| 9. Juli                  | Frankreich, Kanada, Spanien | Pinocchio Reloaded | Pinocchio 3000                                           | CinéGroupe              | |
| 1. Oktober               | USA                         | Große Haie – Kleine Fische                                                                                                | Shark Tale                                               | DreamWorks Animation    | |
| 19. Oktober              | USA, Dänemark               | Bionicle 2: Legenden von Metru Nui                                                                                        | Bionicle 2: Legends of Metru Nui                         | Miramax Films           | |
| 5. Oktober               | USA, Kanada                 | Glücksbärchis – Die Reise ins Land Scherze-Viel                                                                           | Care Bears: Journey to Joke-a-lot                        | Universal Pictures      | |
| 5. November              | USA                         | Die Unglaublichen | The Incredibles                                          | Pixar                   | Oscar für den besten Animationsfilm 2005                                                                                       |
| 10. November             | USA                         | Der Polarexpress | The Polar Express                                        | Sony Pictures Animation | Erster Film mit Motion Capture eines Hollywoodstars (Tom Hanks)                                                                |

## 2005–2009
| Veröffentlichungsdatum 1            | Produktionsland                                           | Dt. Titel                                                      | Originaltitel                                                      | Animations-Studio                                      | Anmerkungen                                                           |
| ----------------------------------- | --------------------------------------------------------- | -------------------------------------------------------------- | ------------------------------------------------------------------ | ------------------------------------------------------ | --------------------------------------------------------------------- |
| 2005                                |                                                           |                                                                |                                                                    |                                                        |                                                                       |
| 3. Januar                           | Japan                                                     | keine Veröffentlichung im deutschen Raum                       | デジタルモンスター ゼヴォリューション Dejitaru Monsutā Zevoryūshon | Imagi Animation Studios                                |                                                                       |
| 6. Januar                           | Hongkong                                                  | keine Veröffentlichung im deutschen Raum                       | 龍刀奇緣 Long dao qi yuan                                          | DCDC, China Film                                       |                                                                       |
| 2. Februar                          | Frankreich, Großbritannien                                | keine Veröffentlichung im deutschen Raum                       | The Magic Roundabout                                               | Action Synthese                                        |                                                                       |
| 24. Februar (Premiere)              | Peru                                                      | keine Veröffentlichung im deutschen Raum                       | Piratas en el Callao                                               | Alpamayo Entertainment                                 |                                                                       |
| 11. März                            | USA                                                       | Robots                                                         | Robots                                                             | Blue Sky Studios                                       |                                                                       |
| 25. März                            | Großbritannien, USA                                       | keine Veröffentlichung im deutschen Raum                       | Valiant                                                            | Vanguard Animation                                     | Erster britischer computeranimierter Kinofilm                         |
| 27. Mai                             | USA                                                       | Madagascar                                                     | Madagascar                                                         | DreamWorks Animation                                   |                                                                       |
| 2. Juni                             | Südkorea, USA                                             | keine Veröffentlichung im deutschen Raum                       | Ark                                                                | Digital Rim                                            |                                                                       |
| 1. Juli                             | Portugal, Spanien                                         | keine Veröffentlichung im deutschen Raum                       | El Sueño de una noche de San Juan                                  | Dygra Films                                            |                                                                       |
| 14. September                       | Japan                                                     | Final Fantasy VII: Advent Children                             | ファイナルファンタジーVII アドベントチルドレン                     | Square Pictures                                        |                                                                       |
| 11. Oktober                         | USA, Dänemark                                             | Bionicle 3: Im Netz der Schatten                               | Bionicle 3 – Web of Shadows                                        | Miramax Films                                          |                                                                       |
| 4. November                         | USA                                                       | Himmel und Huhn                                                | Chicken Little                                                     | Walt Disney Pictures                                   | Erste Disney-CGI-Produktion                                           |
| 30. Dezember (Cannes Film Festival) | China, USA                                                | keine Veröffentlichung im deutschen Raum                       | Thru the Moebius Strip                                             | GDC Entertainment Limited                              |                                                                       |
| 2006                                |                                                           |                                                                |                                                                    |                                                        |                                                                       |
| 13. Januar                          | USA                                                       | Die Rotkäppchen-Verschwörung                                   | Hoodwinked!                                                        | The Weinstein Company                                  |                                                                       |
| 15. März                            | Frankreich, Großbritannien, Luxemburg                     | Renaissance                                                    | Renaissance                                                        | Onyx Films                                             |                                                                       |
| 31. März                            | USA                                                       | Ice Age 2 – Jetzt taut’s                                       | Ice Age 2: The Meltdown                                            | Blue Sky Studios                                       |                                                                       |
| 14. April                           | Kanada, USA                                               | Tierisch wild                                                  | The Wild                                                           | Walt Disney Pictures                                   |                                                                       |
| 21. April                           | Norwegen, Großbritannien                                  | Free Jimmy                                                     | Slipp Jimmy fri                                                    | AnimagicNet                                            | Erster norwegischer computeranimierter Kinofilm                       |
| 28. April                           | Japan                                                     | Yonna in the Solitary Fortress                                 | はなれ砦のヨナ                                                     | CoMix Wave                                             |                                                                       |
| 18. Mai                             | Thailand                                                  | Der Glückselefant – Khans großes Abenteuer                     | ก้านกล้วย                                                            | Kantana Animation                                      | Erster thailändischer computeranimierter Kinofilm                     |
| 19. Mai                             | USA                                                       | Ab durch die Hecke                                             | Over the Hedge                                                     | DreamWorks Animation                                   |                                                                       |
| 9. Juni                             | USA                                                       | Cars                                                           | Cars                                                               | Pixar                                                  |                                                                       |
| 7. Juli                             | Südkorea, USA                                             | Happy Fish – Hai-Alarm und frische Fische                      | Shark Bait                                                         | DigiArt Production, FX Digital                         |                                                                       |
| 21. Juli                            | USA                                                       | Monster House                                                  | Monster House                                                      | Sony Pictures Animation                                |                                                                       |
| 27. Juli                            | Peru                                                      | keine Veröffentlichung im deutschen Raum                       | Dragones: destino de fuego                                         | Alpamayo Entertainment                                 |                                                                       |
| 28. Juli                            | USA                                                       | Lucas, der Ameisenschreck                                      | The Ant Bully                                                      | DNA Productions                                        |                                                                       |
| 1. August                           | Russland                                                  | keine Veröffentlichung im deutschen Raum                       | Особенный Osobennyj                                                | AnimagiC                                               |                                                                       |
| 3. August                           | Deutschland                                               | Urmel aus dem Eis                                              | Urmel aus dem Eis                                                  | Ambient Entertainment                                  |                                                                       |
| 4. August                           | Deutschland, USA                                          | Der tierisch verrückte Bauernhof                               | Barnyard                                                           | Paramount Pictures, Nickelodeon Movies                 |                                                                       |
| 4. September                        | USA                                                       | Emily Erdbeer – Süße Träume                                    | Strawberry Shortcake: The Sweet Dreams Movie                       | DiC Entertainment                                      |                                                                       |
| 8. September                        | Finnland                                                  | keine Veröffentlichung im deutschen Raum                       | Keisarin salaisuus                                                 | Helsinki Filmi Oy                                      |                                                                       |
| 15. September                       | Kanada, USA                                               | Yankee Irving – Kleiner Held ganz groß!                        | Everyone's Hero                                                    | Arc Productions                                        |                                                                       |
| 29. September                       | USA                                                       | Jagdfieber                                                     | Open Season                                                        | Sony Pictures Animation                                |                                                                       |
| 6. Oktober                          | Dänemark, Deutschland, Frankreich, Irland, Großbritannien | Das hässliche Entlein und Ich                                  | The Ugly Duckling and Me!                                          | Warner Bros. Pictures                                  |                                                                       |
| 14. Oktober                         | Japan                                                     | keine Veröffentlichung im deutschen Raum                       | アタゴオルは猫の森 Atagōru wa Neko no Mori                         | Digital Frontier                                       |                                                                       |
| 25. Oktober                         | Belgien, Frankreich, Italien, Spanien                     | Azur und Asmar                                                 | Azur et Asmar                                                      | Mac Guff                                               |                                                                       |
| 3. November                         | Großbritannien, USA                                       | Flutsch und weg                                                | Flushed Away                                                       | Aardman Animations DreamWorks Animation                |                                                                       |
| 17. November                        | Australien, USA                                           | Happy Feet                                                     | Happy Feet                                                         | Animal Logic                                           | Oscar für den besten Animationsfilm 2007                              |
| 2007                                |                                                           |                                                                |                                                                    |                                                        |                                                                       |
| 5. Januar                           | Deutschland, USA                                          | Es war k’einmal im Märchenland                                 | Happily N'Ever After                                               | BAF Berlin Animation Film                              |                                                                       |
| 23. Februar                         | Norwegen                                                  | Boats - Elias und die königliche Yacht                         | Elias og kongeskipet                                               | Filmkameratene AS                                      |                                                                       |
| 22. März                            | Südkorea                                                  | keine Veröffentlichung im deutschen Raum                       | 빼꼼의 머그잔 여행 Backkom-eui Mug-jan Yeo-haeng                   | RG Animation Studios                                   |                                                                       |
| 23. März                            | USA                                                       | TMNT – Teenage Mutant Ninja Turtles                            | TMNT                                                               | Tobis Film                                             |                                                                       |
| 30. März                            | USA                                                       | Triff die Robinsons                                            | Meet the Robinsons                                                 | Walt Disney Pictures                                   |                                                                       |
| 18. Mai                             | USA                                                       | Shrek der Dritte                                               | Shrek the Third                                                    | DreamWorks Animation                                   |                                                                       |
| 3. Juni                             | USA                                                       | Race: Rebellen, Piloten, Krieger                               | Race                                                               | Hyper Image Studios                                    |                                                                       |
| 8. Juni                             | USA                                                       | Könige der Wellen                                              | Surf's Up                                                          | Sony Pictures Animation                                |                                                                       |
| 29. Juni                            | USA                                                       | Ratatouille                                                    | Ratatouille                                                        | Pixar                                                  | Oscar für den besten Animationsfilm 2008                              |
| 18. August                          | Japan                                                     | Vexille                                                        | ベクシル 2077日本鎖国                                              | Oxybot                                                 |                                                                       |
| 8. September                        | USA                                                       | Battle for Terra                                               | Battle for Terra                                                   | Snoot Entertainment                                    |                                                                       |
| 19. Oktober                         | Japan                                                     | Appleseed Ex Machina                                           | EX MACHINA -エクスマキナ-                                          | Digital Frontier                                       |                                                                       |
| 19. Oktober                         | USA                                                       | Die zehn Gebote – Mose und das Geheimnis der steinernen Tafeln | The Ten Commandments                                               | Promenade Pictures, Ten Chimneys Entertainment         |                                                                       |
| 25. Oktober                         | Deutschland                                               | Lissi und der wilde Kaiser                                     | Lissi und der wilde Kaiser                                         | CA Scanline Production                                 |                                                                       |
| 2. November                         | USA                                                       | Bee Movie – Das Honigkomplott                                  | Bee Movie                                                          | DreamWorks Animation                                   |                                                                       |
| 16. November                        | USA                                                       | Die Legende von Beowulf                                        | Beowulf                                                            | ImageMovers Digital                                    |                                                                       |
| 29. November                        | Ungarn                                                    | Egon & Dönci – Zwei Freunde im Weltall!                        | Egon & Dönci                                                       | Ænima CGS                                              |                                                                       |
| 30. November                        | Italien                                                   | Winx Club – Das Geheimnis des verlorenen Königreichs           | Winx Club: Il segreto del Regno Perduto                            | Rainbow S.r.l                                          |                                                                       |
| 5. Dezember                         | Italien, Spanien                                          | Donkey Schott                                                  | Donkey Xote                                                        | Lumiq Studios, Filmax Animation                        |                                                                       |
| 21. Dezember                        | Dänemark, Lettland, Norwegen                              | Hugo das Dschungeltier – Auf und davon                         | Jungledyret Hugo: Fræk, flabet og fri                              | A. Film A/S                                            |                                                                       |
| 2008                                |                                                           |                                                                |                                                                    |                                                        |                                                                       |
| 11. Januar                          | USA                                                       | Ein Veggie Tales Abenteuer – Drei heldenhafte Piraten          | The Pirates Who Don't Do Anything: A VeggieTales Movie             | Universal Pictures                                     |                                                                       |
| 30. Januar                          | Belgien, USA                                              | Fly Me to the Moon 3D                                          | Fly Me to the Moon                                                 | nWave Pictures                                         |                                                                       |
| 14. März                            | USA                                                       | Horton hört ein Hu!                                            | Dr. Seuss' Horton Hears a Who                                      | Blue Sky Studios                                       |                                                                       |
| 18. März                            | USA                                                       | 3 Schweinchen und ein Baby                                     | 3 Pigs & a Baby                                                    | The Weinstein Company                                  |                                                                       |
| 25. März                            | Kanada                                                    | Tripping the Rift: The Movie                                   | Tripping the Rift: The Movie                                       | Cinegroupe Production                                  |                                                                       |
| 26. März                            | Deutschland, Frankreich, Luxemburg                        | Die Drachenjäger – Der Film                                    | Chasseurs de dragons                                               | Futurikon, LuxAnimation                                |                                                                       |
| 10. April                           | Niederlande                                               | Big Buck Bunny                                                 | Big Buck Bunny                                                     | peach open movie project                               |                                                                       |
| 1. Mai                              | Deutschland                                               | Urmel voll in Fahrt                                            | Urmel voll in Fahrt!                                               | Ambient Entertainment                                  |                                                                       |
| 6. Juni                             | USA                                                       | Kung Fu Panda                                                  | Kung Fu Panda                                                      | DreamWorks Animation                                   |                                                                       |
| 27. Juni                            | USA                                                       | WALL·E – Der Letzte räumt die Erde auf                         | WALL•E                                                             | Pixar                                                  | Oscar für den besten Animationsfilm 2009                              |
| 18. Juli                            | USA                                                       | Space Chimps – Affen im All                                    | Space Chimps                                                       | 20th Century Fox                                       |                                                                       |
| 15. August                          | USA                                                       | Star Wars: The Clone Wars                                      | Star Wars: The Clone Wars                                          | Warner Bros. Pictures                                  |                                                                       |
| 12. September                       | USA                                                       | Das tierische Wettrennen – Hase gegen Schildkröte              | Unstable Fables: Tortoise vs. Hare                                 | The Weinstein Company                                  |                                                                       |
| 19. September                       | Frankreich, USA                                           | Igor                                                           | Igor                                                               | MGM                                                    |                                                                       |
| 10. Oktober                         | Dänemark, Deutschland, Finnland, Irland                   | Niko – Ein Rentier hebt ab                                     | Niko – Lentäjän poika                                              | Anima Studios                                          | Erster finnischer computeranimierter Kinofilm                         |
| 10. Oktober                         | Dänemark, Deutschland,                                    | Sunshine Barry und die Discowürmer                             | Disco ormene                                                       | Crone Film, Radar Film                                 |                                                                       |
| 16. Oktober                         | Deutschland                                               | Der Mondbär – Das große Kinoabenteuer                          | Der Mondbär – Das große Kinoabenteuer                              | Die neue deutsche Filmgesellschaft, Caligari Film GmbH | Prädikat „wertvoll“ (FBW), Kindermedienpreis „Der Weiße Elefant“ 2008 |
| 16. Oktober                         | Tschechien                                                | Goat Story – Die Legenden werden lebendig                      | Kozí príbeh                                                        | Art And Animation studio                               | Erster tschechischer computeranimierter Kinofilm                      |
| 18. Oktober                         | Japan                                                     | Resident Evil: Degeneration                                    | バイオハザード ディジェネレーション                                | Capcom Company                                         |                                                                       |
| 19. Oktober                         | USA                                                       | Der kleine Zauberer – Hüter des magischen Kristalls            | The little wizard – Guardian of the magic crystals                 | Cre8 3D Films                                          |                                                                       |
| 28. Oktober                         | USA                                                       | Tinkerbell                                                     | Tinker Bell                                                        | Walt Disney Pictures                                   |                                                                       |
| 7. November                         | USA                                                       | Madagascar 2                                                   | Madagascar: Escape 2 Africa                                        | DreamWorks Animation                                   |                                                                       |
| 21. November                        | USA                                                       | Bolt – Ein Hund für alle Fälle                                 | Bolt                                                               | Walt Disney Pictures                                   |                                                                       |
| 25. November                        | USA                                                       | Harold und der Zaubertrank                                     | The Nutty Professor                                                | The Weinstein Company                                  |                                                                       |
| 12. Dezember                        | USA                                                       | Delgo                                                          | Delgo                                                              | Electric Eye, Fathom Studios                           |                                                                       |
| 16. Dezember, USA                   | USA                                                       | Goldlöckchen und die drei Bären                                | The Goldilocks and the 3 Bears Show                                | The Weinstein Company                                  |                                                                       |
| 19. Dezember                        | Großbritannien, USA                                       | Despereaux – Der kleine Mäuseheld                              | The Tale of Despereaux                                             | Universal Pictures                                     |                                                                       |
| 25. Dezember                        | Spanien                                                   | Schlau wie ein Luchs                                           | El lince perdido                                                   | Kandor Graphics                                        |                                                                       |
| 2009                                |                                                           |                                                                |                                                                    |                                                        |                                                                       |
| 1. Januar                           | USA                                                       | Killer Bean Forever                                            | Killer Bean Forever                                                |                                                        |                                                                       |
| 27. Januar                          | USA                                                       | Jagdfieber 2                                                   | Open Season 2                                                      | Sony Pictures Animation                                |                                                                       |
| 6. Februar                          | Deutschland                                               | Jasper und das Limonadenkomplott                               | Jasper und das Limonadenkomplott                                   | Day Walker Studio                                      |                                                                       |
| 26. März                            | Thailand                                                  | keine Veröffentlichung im deutschen Raum                       | ก้านกล้วย 2 Khan Kluay 2                                             | Kantana Animation                                      |                                                                       |
| 27. März                            | USA                                                       | Monster und Aliens                                             | Monsters vs Aliens                                                 | DreamWorks Animation                                   |                                                                       |
| 1. April                            | Frankreich                                                | Der gestiefelte Kater – Die wahre Geschichte                   | La véritable histoire du Chat Botté                                | Herold and Family, MK2 Productions, France 3 Cinéma    |                                                                       |
| 29. Mai                             | USA                                                       | Oben                                                           | Up                                                                 | Pixar                                                  | Oscar für den besten Animationsfilm 2010                              |
| 1. Juli                             | USA                                                       | Ice Age 3: Die Dinosaurier sind los                            | Ice Age: Dawn of the Dinosaurs                                     | Blue Sky Studios                                       |                                                                       |
| 7. Juli                             | USA                                                       | keine Veröffentlichung im deutschen Raum                       | The Prodigy (Way of the Panda)                                     | Prevalent Entertainment, Inc.                          | Mockbuster zu Kung Fu Panda                                           |
| 22. August                          | Japan                                                     | Haruka und der Zauberspiegel                                   | ホッタラケの島 〜遥と魔法の鏡〜                                    | Production I.G                                         |                                                                       |
| 9. September                        | USA                                                       | #9                                                             | 9                                                                  | Universal Pictures, Relativity Media                   |                                                                       |
| 15. September                       | USA                                                       | Bionicle - Die Legende erwacht                                 | Bionicle: The Legend Reborn                                        | Universal Pictures, Tinseltown toon                    |                                                                       |
| 18. September                       | USA                                                       | Wolkig mit Aussicht auf Fleischbällchen                        | Cloudy with a Chance of Meatballs                                  | Sony Pictures Animation                                |                                                                       |
| 8. Oktober                          | Hongkong, Japan, USA                                      | Astro Boy – Der Film                                           | Astro Boy                                                          | Imagi Animation Studios                                |                                                                       |
| 8. Oktober                          | Deutschland, Italien, Peru                                | Der Delfin – Die Geschichte eines Träumers                     | El delfín: La historia de un soñador                               | Dolphin-Films                                          |                                                                       |
| 27. Oktober                         | USA                                                       | Tinkerbell – Die Suche nach dem verlorenen Schatz              | Tinker Bell and the Lost Treasure                                  | Walt Disney Pictures                                   |                                                                       |
| 6. November                         | USA                                                       | Disneys Eine Weihnachtsgeschichte                              | A Christmas Carol                                                  | ImageMovers Digital                                    |                                                                       |
| 20. November                        | Spanien, Großbritannien, USA                              | Planet 51                                                      | Planet 51                                                          | Sony Pictures Animation                                |                                                                       |

## 2010–2014
| Veröffentlichungsdatum 1 | Produktionsland                                                | Dt. Titel                                                                  | Originaltitel                                                 | Animations-Studio                                                                                      | Anmerkungen |
| ------------------------ | -------------------------------------------------------------- | -------------------------------------------------------------------------- | ------------------------------------------------------------- | --- | --- |
| 2010                     |                                                                |                                                                            |                                                               | | |
| 18. März                 | Russland                                                       | Space Dogs – Der Kinofilm                                                  | Белка и Стрелка. Звёздные собаки                              | Centre of National Film                                                                                | |
| 26. März                 | USA                                                            | Drachenzähmen leicht gemacht                                               | How to Train Your Dragon                                      | DreamWorks Animation                                                                                   | |
| 21. Mai                  | USA                                                            | Für immer Shrek                                                            | Shrek Forever After                                           | DreamWorks Animation                                                                                   | |
| 22. Mai                  | Japan                                                          | keine Veröffentlichung im deutschen Raum                                   | プランゼット Puranzetto                                       | CoMix Wave                                                                                             | |
| 10. Juni                 | USA                                                            | LEGO: Die Abenteuer von Clutch Powers                                      | Lego: The Adventures of Clutch Powers                         | Threshold Animation Studios                                                                            | |
| 18. Juni                 | USA                                                            | Toy Story 3                                                                | Toy Story 3                                                   | Pixar                                                                                                  | Oscar für den besten Animationsfilm 2011, finanziell erfolgreichster Animationsfilm (2010–2013)                                                  |
| 9. Juli                  | USA                                                            | Ich – Einfach unverbesserlich                                              | Despicable Me                                                 | Universal Pictures, Illumination Entertainment                                                         | |
| 4. August                | Belgien                                                        | Sammys Abenteuer – Die Suche nach der geheimen Passage                     | Sammy's avonturen: De geheime doorgang                        | nWave Pictures                                                                                         | |
| 13. August               | USA                                                            | Tinkerbell – Ein Sommer voller Abenteuer                                   | Tinker Bell and the Great Fairy Rescue                        | Walt Disney Pictures                                                                                   | |
| 17. September            | Indien, USA                                                    | Alpha und Omega                                                            | Alpha and Omega                                               | Lionsgate, Crest Animation Studios                                                                     | |
| 24. September            | Australien, USA                                                | Die Legende der Wächter                                                    | Legend of the Guardians: The Owls of Ga'Hoole                 | Animal Logic                                                                                           | |
| 7. Oktober               | Deutschland                                                    | Konferenz der Tiere                                                        | Konferenz der Tiere                                           | Ambient Entertainment                                                                                  | Erster europäischer computeranimierter Kinofilm in 3D                                                                                            |
| 15. Oktober              | Dänemark                                                       | Die Olsenbande in feiner Gesellschaft                                      | Olsen-banden på de bonede gulve                               | A. Film                                                                                                | |
| 15. Oktober              | Indien                                                         | Prinz Rama – Im Reich der Mythen und Legenden                              | Ramayana: The Epic                                            | Maya Entertainment Ltd.                                                                                | |
| 5. November              | USA                                                            | Megamind                                                                   | Megamind                                                      | DreamWorks Animation                                                                                   | |
| 16. November             | USA                                                            | LEGO Hero Factory: Aufstieg der neuen Helden                               | Lego Hero Factory: Rise of the Rookies                        | Warner Bros. Pictures                                                                                  | |
| 24. November             | USA                                                            | Rapunzel – Neu verföhnt                                                    | Tangled                                                       | Walt Disney Animation Studios                                                                          | |
| 24. November             | USA                                                            | Firebreather - Feuer im Blut                                               | Firebreather                                                  | The Cartoon Network                                                                                    | |
| 13. Dezember             | Großbritannien                                                 | Ultramarines: A Warhammer 40,000 Movie                                     | Ultramarines: A Warhammer 40,000 Movie                        | Codex Pictures                                                                                         | |
| 2011                     |                                                                |                                                                            |                                                               | | |
| 25. Januar               | USA                                                            | Jagdfieber 3                                                               | Open Season 3                                                 | Sony Pictures Animation                                                                                | |
| 10. Februar              | Dänemark                                                       | Der Große Bär                                                              | Den kæmpestore bjørn                                          | Copenhagen Bombay Rights APS                                                                           | |
| 11. Februar              | Großbritannien, USA                                            | Gnomeo und Julia                                                           | Gnomeo & Juliet                                               | Starz Animation, Rocket Pictures                                                                       | |
| 4. März                  | USA                                                            | Rango                                                                      | Rango                                                         | Blind Wink, GK Films, Nickelodeon Movies                                                               | Oscar für den besten Animationsfilm 2012 |
| 11. März                 | USA                                                            | Milo und Mars                                                              | Mars Needs Moms                                               | ImageMovers Digital                                                                                    | |
| 8. April                 | USA                                                            | Rio                                                                        | Rio                                                           | Blue Sky Studios, Twentieth Century Fox Animation                                                      | |
| 29. April                | USA                                                            | Das Rotkäppchen-Ultimatum                                                  | Hoodwinked Too! Hood vs. Evil                                 | The Weinstein Company                                                                                  | |
| 26. Mai                  | USA                                                            | Kung Fu Panda 2                                                            | Kung Fu Panda 2                                               | DreamWorks Animation                                                                                   | |
| 1. Juni                  | Dänemark                                                       | Orla Froschfresser: Auch Kleine können sich wehren                         | Orla Frøsnapper                                               | Crone Film Produktion A/S                                                                              | |
| 7. Juni                  | USA                                                            | Löwe von Judah: Das Lamm, das die Welt rettete                             | The Lion of Judah                                             | Animated Family Films, Character Matters                                                               | |
| 8. Juni                  | Belgien, Frankreich, Kanada, Großbritannien, Luxemburg, Indien | The Prodigies                                                              | The Prodigies                                                 | Fidélité Films, ON Animation Studios, Onyx Films                                                       | |
| 8. Juni                  | Japan                                                          | Appleseed XIII - Film 1: Tartaros                                          | Appleseed XIII: Tartaros                                      | Production L.G.                                                                                        | |
| 24. Juni                 | USA                                                            | Cars 2                                                                     | Cars 2                                                        | Pixar                                                                                                  | |
| 11. Juli                 | Volksrepublik China, USA                                       | Die Legende des Kung Fu Kaninchens                                         | Tu Xia Chuan Qi                                               | Simka Entertainment, Beijing Film Academy, Grindstone Entertainment                                    | |
| 29. Juli                 | USA, Südafrika                                                 | Jock – Ein Held auf 4 Pfoten                                               | Jock                                                          | Jock Animation, Motion Sound & Picture                                                                 | |
| 1. September             | Japan                                                          | Tekken – Blood Vengeance                                                   | Tekken: Buraddo benjensu                                      | Digital Frontier, Namco Bandai Games                                                                   | |
| 27. September            | USA, Kanada                                                    | Quest for Zhu                                                              | Quest for Zhu                                                 | Cepia, Moonscoop, Prana Studios                                                                        | |
| 29. September            | Dänemark                                                       | Ronal der Barbar                                                           | Ronal Barbaren                                                | Det Danske Filminstitut                                                                                | |
| 12. Oktober              | Frankreich                                                     | Ein Monster in Paris                                                       | Un monstre à Paris                                            | Bibo Films                                                                                             | |
| 14. Oktober              | Deutschland, Irland, Island                                    | Thor – Ein hammermäßiges Abenteuer                                         | Hetjur Valhallar – Þór                                        | CAOZ, Magma Productions, Ulysses Filmproduktion                                                        | Erster isländischer computeranimierter Kinofilm in 3D                                                                                            |
| 18. Oktober              | USA                                                            | LEGO Hero Factory: Der wilde Planet                                        | LEGO Hero Factory: Savage Planet                              | Threshold Animation Studios                                                                            | |
| 24. Oktober              | Japan                                                          | Appleseed XIII: Ouranos                                                    | Appleseed XIII: Ouranos                                       | Production L.G.                                                                                        | |
| 28. Oktober              | USA                                                            | Der gestiefelte Kater                                                      | Puss in Boots                                                 | DreamWorks Animation                                                                                   | |
| 2. November              | Finnland, Belgien                                              | Santa Claus und der Zauberkristall – Jonas rettet Weihnachten              | Maaginen kristalli                                            | Epidem, Araneo, Skyline Entertainment                                                                  | |
| 11. November             | Großbritannien, USA                                            | Arthur Weihnachtsmann                                                      | Arthur Christmas                                              | Aardman Animations, Sony Pictures Animation                                                            | |
| 15. November             | USA                                                            | Der kleinste Engel                                                         | The Littlest Angel                                            | Anchor Bay Entertainment, Portsmouth Pictures, Cinepix Animation, Great Highway Company                | |
| 17. Dezember             | Japan                                                          | keine Veröffentlichung im deutschen Raum                                   | friends もののけ島のナキ friends: Mononoke Shima no Naki      | Tōhō                                                                                                   | |
| 21. Dezember             | Neuseeland, USA                                                | Die Abenteuer von Tim und Struppi – Das Geheimnis der Einhorn              | The Adventures of Tintin                                      | Columbia Pictures, Paramount Pictures, Amblin Entertainment, Nickelodeon Movies                        | |
| 26. Dezember             | Australien                                                     | Happy Feet 2                                                               | Happy Feet Two                                                | Animal Logic                                                                                           | |
| 2012                     |                                                                |                                                                            |                                                               | | |
| 12. Januar               | Südkorea, USA                                                  | Outback – Jetzt wird's richtig wild!                                       | The Outback                                                   | Animation Picture Company, DigiArt Production                                                          | |
| 21. Januar               | Japan                                                          | keine Veröffentlichung im deutschen Raum                                   | ドットハック セカイの向こうに, Dottohakku: Sekai no Mukō ni   | CyberConnect2                                                                                          | |
| 26. Januar               | Peru, USA                                                      | Freedom Force                                                              | Los ilusionautas                                              | Aronnax Animation Studios, Televix Entertainment                                                       | |
| 11. Februar              | Japan, USA                                                     | Dragon Age: Dawn of the Seeker                                             | ドラゴンエイジ -ブラッドメイジの聖戦-                         | Oxybot                                                                                                 | |
| 2. März                  | USA                                                            | Der Lorax                                                                  | Dr. Seuss' The Lorax                                          | Universal Pictures, Illumination Entertainment                                                         | |
| 8. März                  | Malaysia                                                       | Fischen Impossible – Eine tierische Rettungsaktion                         | SeeFood                                                       | Silver Ant                                                                                             | |
| 10. März                 | Singapur, USA, Indien                                          | Ben 10: Destroy All Aliens                                                 | Ben 10: Destroy All Aliens                                    | Image Production House, Monkey Punch Studio, Tiny Island Productions                                   | |
| 15. Mai                  | USA                                                            | keine Veröffentlichung im deutschen Raum                                   | Life's a Jungle: Africa's Most Wanted                         | Prevalent Entertainment, Inc.                                                                          | Mockbuster zu Madagascar 3: Flucht durch Europa                                                                                                  |
| 16. Mai                  | Dänemark                                                       | Gummi-Tarzan: Ivan kommt groß raus                                         | Gummi T                                                       | Crone Film Produktion A/S                                                                              | |
| 8. Juni                  | USA                                                            | Madagascar 3: Flucht durch Europa                                          | Madagascar 3: Europe's Most Wanted                            | DreamWorks Animation                                                                                   | |
| 22. Juni                 | USA                                                            | Merida – Legende der Highlands                                             | Brave                                                         | Pixar                                                                                                  | Oscar für den besten Animationsfilm 2013 |
| 3. Juli                  | Südafrika                                                      | Zambezia                                                                   | Zambezia                                                      | Triggerfish Animation                                                                                  | Erster südafrikanischer computeranimierter Kinofilm                                                                                              |
| 13. Juli                 | USA                                                            | Ice Age 4 – Voll verschoben                                                | Ice Age: Continental Drift                                    | Blue Sky Studios                                                                                       | |
| 14. Juli                 | USA                                                            | The Living Corpse – Ein Zombie zwischen den Fronten                        | The Amazing Adventures of the Living Corpse                   | Dynamite Entertainment, Shoreline Entertainment                                                        | |
| 21. Juli                 | Japan, USA                                                     | Starship Troopers: Invasion                                                | スターシップ・トゥルーパーズ インベイジョン                   | Sola Digital Arts                                                                                      | |
| 25. Juli                 | Frankreich                                                     | Cinderella – Abenteuer im Wilden Westen                                    | Cendrillon au Far West                                        | Nexus Factory                                                                                          | |
| 2 August                 | Thailand                                                       | Echo Planet Norva und Sam retten die Welt                                  | Echo Jew Gong Lok                                             | Golden Network Asia, Kantana Animation Co. Ltd.                                                        | |
| 9. August                | Russland                                                       | Jets – Helden der Lüfte                                                    | От винта 3D                                                   | Simka Entertainment                                                                                    | |
| 15. August               | Belgien                                                        | Sammys Abenteuer 2                                                         | Sammy's avonturen 2                                           | nWave Pictures                                                                                         | |
| 16. August               | USA, Indien                                                    | Das Geheimnis der Feenflügel                                               | Secret of the Wings                                           | Walt Disney Pictures, Prana Studios, Disneytoon Studios                                                | |
| 25. August               | Japan                                                          | keine Veröffentlichung im deutschen Raum                                   | 放課後ミッドナイターズ Hōkago Middonaitāzu                    | Koo-Ki                                                                                                 | |
| 31. August               | Spanien                                                        | Tad Stones – Der verlorene Jäger des Schatzes!                             | Las aventuras de Tadeo Jones                                  | El Toro Pictures                                                                                       | |
| 14. September            | Hongkong, USA                                                  | Sky Force – Die Feuerwehrhelden                                            | Sky Force 3D                                                  | Limelight Animation Studios                                                                            | |
| 28. September            | USA                                                            | Hotel Transsilvanien                                                       | Hotel Transylvania                                            | Sony Pictures Animation                                                                                | |
| 11. Oktober              | Peru, Argentinien, USA                                         | Rodencia und der Zahn der Prinzessin                                       | Rodencia y el Diente de la Princesa                           | Red Post Studio, Grindstone Entertainment Group, Instituto Nacional de Cine y Artes Audiovisuales      | |
| 12. Oktober              | Dänemark, Deutschland, Finnland, Irland                        | Niko 2 – Kleines Rentier, großer Held                                      | Niko 2: Lentäjäveljekset                                      | Anima Vitae, Animaker                                                                                  | |
| 18. Oktober              | Italien                                                        | Die Gladiatoren von Rom                                                    | Gladiatori di Roma                                            | Rainbow S.r.l                                                                                          | |
| 25. Oktober              | Tschechien                                                     | Schlau wie eine Ziege                                                      | Kozi pribeh se syrem                                          | Art And Animation studio                                                                               | |
| 27. Oktober              | Japan                                                          | Resident Evil: Damnation                                                   | バイオハザード ダムネーション                                 | Digital Frontier                                                                                       | |
| 30. Oktober              | Südkorea, USA                                                  | Happy Fish 2: Hai Alarm im Hochwasser                                      | The Reef 2: High Tide                                         | WonderWorld Studios, Animation Picture Company                                                         | |
| 2. November              | USA                                                            | Ralph reichts                                                              | Wreck-It Ralph                                                | Walt Disney Animation Studios                                                                          | |
| 21. November             | USA                                                            | Die Hüter des Lichts                                                       | Rise of the Guardians                                         | DreamWorks Animation                                                                                   | |
| 6. Dezember              | Südkorea                                                       | Die Dinos sind los                                                         | Dino Time                                                     | CJ Entertainment, Toiion                                                                               | |
| 19. Dezember             | USA, Indien, Südkorea                                          | Weihnachten mit der Schwanenprinzessin                                     | The Swan Princess Christmas                                   | Crest Animation Productions, Nest Family Entertainment, Sony Pictures Entertainment                    | |
| 31. Dezember             | Russland                                                       | Die Schneekönigin – Eiskalt verzaubert                                     | Снежная королева                                              | Wizart Animation                                                                                       | |
| 2013                     |                                                                |                                                                            |                                                               | | |
| 10. Januar               | Deutschland                                                    | Ritter Rost – Eisenhart und voll verbeult                                  | Ritter Rost – Eisenhart & voll verbeult                       | Caligari Film                                                                                          | Kinder-Medien-Preis "Der weiße Elefant" 2013 |
| 25. Januar               | Südkorea, China, Hong Kong                                     | Pororo: The Racing Adventure                                               | Pororo The Racing Adventure                                   | Simka Entertainment, BTV Kaku Children's Satellite TV, CJ Entertainment                                | |
| 7. Februar               | Dänemark                                                       | Otto ist ein Nashorn                                                       | Otto er et næsehorn                                           | Crone Film Produktion A/S, European Film Bonds, Wil Film                                               | |
| 15. Februar              | Kanada, USA                                                    | Nix wie weg – vom Planeten Erde                                            | Escape from Planet Earth                                      | Protocol Pictures, Rainmaker Entertainment, Mainframe Entertainment                                    | |
| 22. März                 | USA                                                            | Die Croods                                                                 | The Croods                                                    | DreamWorks Animation                                                                                   | |
| 16. Mai                  | Kanada                                                         | Die Legende von Sarila                                                     | The Legend of Sarila                                          | CarpeDiem Film & TV, Productions 10th Ave                                                              | |
| 21. Mai                  | USA, Großbritannien, Dänemark                                  | LEGO Batman: Der Film – Vereinigung der DC-Superhelden                     | Lego Batman: The Movie – DC Super Heroes Unite                | DC Comics, The Lego Group                                                                              | |
| 24. Mai                  | USA                                                            | Epic – Verborgenes Königreich                                              | Epic                                                          | Blue Sky Studios, Twentieth Century Fox Animation                                                      | |
| 21. Juni                 | USA                                                            | Die Monster Uni                                                            | Monsters University                                           | Pixar                                                                                                  | Prequel zur Monster AG |
| 3. Juli                  | USA                                                            | Ich – Einfach unverbesserlich 2                                            | Despicable Me 2                                               | Universal Pictures, Illumination Entertainment                                                         | |
| 17. Juli                 | USA                                                            | Turbo – Kleine Schnecke, großer Traum                                      | Turbo                                                         | DreamWorks Animation                                                                                   | |
| 18. Juli                 | Argentinien, Spanien                                           | Fußball – Großes Spiel mit kleinen Helden                                  | Metegol                                                       | | |
| 9. August                | USA                                                            | Planes                                                                     | Planes                                                        | Walt Disney Animation Studios                                                                          | |
| 7. September             | Japan                                                          | Space Pirate Captain Harlock                                               | Kyaputen Hârokku                                              | Toei Animation                                                                                         | |
| 20. September            | Spanien                                                        | Justin – Völlig verrittert!                                                | Justin y la espada del valor                                  | Kandor Graphics                                                                                        | |
| 26. September            | Deutschland                                                    | Keinohrhase und Zweiohrküken                                               | Keinohrhase und Zweiohrküken                                  | Rothkirch Cartoon Film                                                                                 | |
| 27. September            | USA                                                            | Wolkig mit Aussicht auf Fleischbällchen 2                                  | Cloudy with a Chance of Meatballs 2                           | Sony Pictures Animation                                                                                | |
| 10. Oktober              | Dänemark                                                       | Die Olsenbande auf hoher See                                               | Olsen-banden på dybt vand                                     | A. Film                                                                                                | |
| 25. Oktober              | Südafrika                                                      | Khumba – Das Zebra ohne Streifen / Khumba: Das Zebra ohne Streifen am Popo | Khumba                                                        | Triggerfish Animation                                                                                  | |
| 1. November              | USA                                                            | Free Birds – Esst uns an einem anderen Tag                                 | Free Birds                                                    | Reel FX Creative Studios                                                                               | |
| 5. November              | Großbritannien, USA                                            | Saving Santa – Ein Elf rettet Weihnachten                                  | Saving Santa                                                  | Gateway Films, Prana Animation Studios                                                                 | |
| 20. November             | USA                                                            | Die Eiskönigin – Völlig unverfroren                                        | Frozen                                                        | Walt Disney Animation Studios                                                                          | Oscar für den besten Animationsfilm 2014 und für den besten Song 2014, nach Shrek 2 und Toy Story 3 der finanziell erfolgreichste Animationsfilm |
| 25. Dezember             | Belgien                                                        | Das magische Haus                                                          | The House of Magic                                            | nWave Pictures                                                                                         | |
| 28. Dezember             | China                                                          | Freddy Frog – Ein ganz normaler Held                                       | Frog Kingdom                                                  | | |
| 2014                     |                                                                |                                                                            |                                                               | | |
| 17. Januar               | Kanada, Südkorea, USA                                          | Operation: Nussknacker                                                     | The Nut Job                                                   | ToonBox Entertainment                                                                                  | |
| 20. Februar              | Deutschland                                                    | Tarzan 3D                                                                  | Tarzan 3D                                                     | Ambient Entertainment                                                                                  | |
| 7. März                  | USA                                                            | Die Abenteuer von Mr. Peabody & Sherman                                    | Mr. Peabody & Sherman                                         | DreamWorks Animation                                                                                   | |
| 21. März                 | Schweden, Dänemark                                             | Johan und der Federkönig                                                   | Resan till Fjäderkungens Rike                                 | Copenhagen Bombay, C More Entertainment                                                                | |
| 1. April                 | USA                                                            | TinkerBell und die Piratenfee                                              | The Pirate Fairy                                              | DisneyToon Studios, Prana Studios                                                                      | |
| 11. April                | USA                                                            | Rio 2 – Dschungelfieber                                                    | Rio 2                                                         | Blue Sky Studios, Twentieth Century Fox Animation                                                      | |
| 8. Mai                   | Spanien                                                        | Tom Däumling und der Zauberspiegel                                         | Meñique y el espejo mágico                                    | Ficción Producciones                                                                                   | |
| 9. Mai                   | USA                                                            | Die Legende von Oz - Dorothys Rückkehr                                     | Legends of Oz: Dorothy's Return                               | Summertime Entertainment (II), Prana Animation Studios                                                 | |
| 13. Juni                 | USA                                                            | Drachenzähmen leicht gemacht 2                                             | How to Train Your Dragon 2                                    | DreamWorks Animation                                                                                   | |
| 15. Juli                 | Japan, USA                                                     | Appleseed – Alpha                                                          | Appleseed Alpha                                               | Sola Digital Arts, Stage 6 Films, Lucent Pictures Entertainment                                        | |
| 18. Juli                 | USA                                                            | Planes 2 – Immer im Einsatz                                                | Planes: Fire & Rescue                                         | Walt Disney Animation Studios, DisneyToon Studios, Prana Studios                                       | |
| 31. Juli                 | China                                                          | Dragon Nest: Die Chroniken von Altera                                      | Dragon Nest: Warriors' Dawn                                   | Mili Pictures                                                                                          | |
| 2. September             | USA                                                            | Heavenly Sword                                                             | Heavenly Sword                                                | AZ Works, Blockade Entertainment                                                                       | |
| 4. September             | Italien                                                        | Winx Club: Das Geheimnis des Ozeans                                        | Winx Club: Il mistero degli abissi                            | Rainbow S.r.l                                                                                          | |
| 4. September             | Malaysia, USA                                                  | Prinz Ribbit – Ein Frosch auf Umwegen                                      | Ribbit                                                        | Crest Animation Studios, KRU Studios                                                                   | |
| 11. September            | Australien, Deutschland                                        | Die Biene Maja – Der Kinofilm                                              | Maya the Bee Movie                                            | Buzz Studios, Fish Blowing Bubbles, M.A.R.K.13(TM), Studio 100 Media                                   | |
| 25. September            | Deutschland                                                    | Der 7bte Zwerg                                                             | Der 7bte Zwerg                                                | Zipfelmützen GmbH & Co. KG, Erfttal Film, Animationsfabrik, MMC Movies, Virgin Lands Animated Pictures | |
| 2. Oktober               | Südkorea, Mexiko                                               | Ab durch den Dschungel                                                     | Jungle Shuffle                                                | WonderWorld Studios, Avikoo Studios, Animation Picture Company                                         | |
| 17. Oktober              | USA                                                            | Manolo und das Buch des Lebens                                             | The Book of Life                                              | Reel FX Creative Studios Twentieth Century Fox Animation                                               | |
| 30. Oktober              | Deutschland                                                    | Der kleine Medicus: Bodynauten auf Geheimer Mission im Körper              | Der kleine Medicus: Bodynauten auf Geheimer Mission im Körper | WunderWerk, Zeitsprung Pictures                                                                        | |
| 4. November              | Großbritannien                                                 | Feuerwehrmann Sam: Helden im Sturm                                         | Fireman Sam: Ultimate Heroes                                  | Hit Entertainment                                                                                      | |
| 6. November              | Frankreich, Belgien                                            | Sam O’Cool – Ein schräger Vogel hebt ab                                    | Gus – Petit oiseau, grand voyage                              | | |
| 7. November              | USA                                                            | Baymax – Riesiges Robowabohu                                               | Big Hero 6                                                    | Walt Disney Animation Studios                                                                          | Oscar für den besten Animationsfilm 2015 |
| 15. November             | Japan                                                          | Expelled from Paradise                                                     | Rakuen Tsuihō – Expelled from Paradise                        | Graphinica                                                                                             | 24. Japan Movie Critics Awards, Beste Animation                                                                                                  |
| 26. November             | Belgien, Frankreich                                            | Asterix im Land der Götter                                                 | Astérix: Le Domaine des Dieux                                 | Belvision, Grid Animation, Mikros Image                                                                | |
| 27. November             | USA                                                            | Die Pinguine aus Madagascar                                                | Penguins of Madagascar                                        | DreamWorks Animation                                                                                   | |
| 28. November             | Spanien                                                        | Clever und Smart: In geheimer Mission                                      | Mortadelo y Filemón contra Jimmy el Cachondo                  | Zeta Audiovisual, J. Cohen Productions, Películas Pendelton                                            | |
| 6. Dezember              | Frankreich                                                     | Mune: Der Wächter des Mondes                                               | Mune, le gardien de la lune                                   | Onyx Films, Kinology, ON Animation Studios                                                             | |
| 18. Dezember             | Deutschland                                                    | Der kleine Drache Kokosnuss                                                | Der kleine Drache Kokosnuss                                   | Caligari Film                                                                                          | |

## 2015–2019
| Veröffentlichungsdatum 1 | Produktionsland                                       | Dt. Titel                                                               | Originaltitel                                                        | Animations-Studio | Anmerkungen                              |
| ------------------------ | ----------------------------------------------------- | ----------------------------------------------------------------------- | -------------------------------------------------------------------- | --- | ---------------------------------------- |
| 2015                     |                                                       |                                                                         |                                                                      | |                                          |
| 1. Januar                | Russland                                              | Die Schneekönigin 2 – Eiskalt entführt                                  | Снежная королева 2: Перезаморозка                                    | Wizart Animation |                                          |
| 23. Januar               | USA                                                   | Strange Magic                                                           | Strange Magic                                                        | Industrial Light & Magic (ILM), Lucasfilm Animation |                                          |
| 18. Januar               | USA                                                   | LEGO Gerechtigkeitsliga vs Bizarro Liga                                 | Lego DC Comics Super Heroes: Justice League vs. Bizarro League       | Warner Bros. Animation |                                          |
| 26. Februar              | Dänemark                                              | Albert und die Diamantendiebe                                           | Albert                                                               | M&M Productions, A. Film, Det Danske Filminstitut |                                          |
| 3. März                  | USA                                                   | Tinkerbell und die Legende vom Nimmerbiest                              | Tinker Bell and the Legend of the NeverBeast                         | Disneytoon Studios, Prana Studios |                                          |
| 27. März                 | USA                                                   | Home – Ein smektakulärer Trip                                           | Home                                                                 | DreamWorks Animation |                                          |
| 10. April                | Mexiko                                                | Rettet Oz                                                               | Guardianes de Oz                                                     | Anima Estudios, Discreet Arts Productions |                                          |
| 5. Juni                  | USA                                                   | Pixies – Kleine Elfen, großes Abenteuer                                 | Pixies                                                               | Arcana Studio |                                          |
| 19. Juni                 | USA                                                   | Alles steht Kopf                                                        | Inside Out                                                           | Pixar | Oscar für den besten Animationsfilm 2016 |
| 10. Juli                 | USA                                                   | Minions                                                                 | Minions                                                              | Universal Pictures, Illumination Entertainment |                                          |
| 30. Juli                 | Deutschland, Belgien, Luxemburg, Irland               | Ooops! Die Arche ist weg                                                | Ooops! Noah is gone …                                                | Ulysses Filmproduktion, Fabrique d'Images, Skyline Entertainment                                                                                                 |                                          |
| 20. August               | Frankreich                                            | Der Kleine Prinz                                                        | The Little Prince                                                    | Onyx Films, Orange Studio, On Entertainment, Paramount Animation                                                                                                 |                                          |
| 25. August               | USA                                                   | LEGO Gerechtigkeitsliga: Angriff der Legion der Verdammnis              | Lego DC Super Heroes: Justice League – Attack of the Legion of Doom! | Warner Bros. Animation, DC Entertainment, The Lego Group |                                          |
| 28. August               | Spanien                                               | Einmal Mond und zurück                                                  | Atrapa la bandera                                                    | 4 Cats Pictures, Lightbox Entertainment, Los Rockets La Película, Telecinco Cinema, Telefonica Studios                                                           |                                          |
| 17. September            | Australien, USA                                       | Blinky Bill – Das Meer der weißen Drachen                               | Blinky Bill the Movie                                                | Assemblage Entertainment, Flying Bark Productions, Telegael |                                          |
| 25. September            | USA                                                   | Hotel Transsilvanien 2                                                  | Hotel Transylvania 2                                                 | Sony Pictures Animation |                                          |
| 4. November              | USA                                                   | Voll auf die Nuss                                                       | Get Squirrely                                                        | Awesometown Entertainment, Vanguard Animation, Vanguard Films |                                          |
| 6. November              | USA                                                   | Die Peanuts – Der Film                                                  | The Peanuts Movie                                                    | Blue Sky Studios |                                          |
| 12. November             | Russland                                              | Savva – Ein Held rettet die Welt                                        | Савва. Сердце воина                                                  | Art Pictures Studio, Glukoza Production |                                          |
| 25. November             | USA                                                   | Arlo & Spot                                                             | The Good Dinosaur                                                    | Pixar |                                          |
| 18. Dezember             | USA                                                   | Jagdfieber 4: Ungebetene Besucher                                       | Open Season: Scared Silly                                            | Sony Pictures Animation |                                          |
| 2016                     |                                                       |                                                                         |                                                                      | |                                          |
| 15. Januar               | USA, Indien                                           | Norm – König der Arktis                                                 | Norm of the North                                                    | Assemblage Entertainment, Lionsgate, Splash Entertainment |                                          |
| 22. Januar               | USA, Mexico                                           | El Americano – Kleiner Superheld mit grossem Herz                       | Americano                                                            | Olmos Productions |                                          |
| 4. Februar               | Belgien, Frankreich                                   | Robinson Crusoe                                                         | Robinson Crusoe                                                      | Studiocanal, nWave Pictures |                                          |
| 9. Februar               | USA                                                   | LEGO DC Comics Super Heroes: Justice League – Cosmic Clash              | Lego DC Comics Super Heroes: Justice League: Cosmic Clash            | Warner Bros. Animation, DC Entertainment, The LEGO Group |                                          |
| 3. März                  | Südkorea, USA                                         | Sam – Ein fast perfekter Held                                           | Bling                                                                | Digiart Productions, Digital Idea |                                          |
| 4. März                  | USA                                                   | Zoomania                                                                | Zootopia                                                             | Walt Disney Animation Studios | Oscar für den besten Animationsfilm 2017 |
| 17. März                 | USA                                                   | Kung Fu Panda 3                                                         | Kung Fu Panda 3                                                      | DreamWorks Animation |                                          |
| 28. April                | Russland                                              | Völlig von der Wolle - Ein määärchenhaftes Kuddelmuddel                 | Волки и овцы: бееезумное превращение                                 | Wizart Animation, CTB Film Company |                                          |
| 29. April                | Hongkong, Kanada, USA                                 | Ratchet & Clank                                                         | Ratchet & Clank                                                      | Gramercy Pictures, Rainmaker Entertainment, Peak Distribution Partners, Blockade Entertainment, CNHK Media, Insomniac Games, Sony Computer Entertainment America |                                          |
| 3. Mai                   | USA                                                   | LEGO Scooby-Doo! Spuk in Hollywood                                      | Lego Scooby-Doo!: Haunted Hollywood                                  | Warner Bros. Animation, The LEGO Group, Hanna-Barbera |                                          |
| 13. Mai                  | Finnland, USA                                         | Angry Birds – Der Film                                                  | The Angry Birds Movie                                                | Sony Pictures Imageworks |                                          |
| 17. Mai                  | USA                                                   | Izzies Weg nach Hause                                                   | Izzie's Way Home                                                     | |                                          |
| 8. Juni                  | USA                                                   | Findet Dorie                                                            | Finding Dory                                                         | Pixar |                                          |
| 18. Juni                 | Japan, USA                                            | Pets                                                                    | The Secret Life of Pets                                              | Illumination Entertainment, Dentsū, Fuji Television Network |                                          |
| 8. Juli                  | China                                                 | Rock Dog                                                                | Rock Dog                                                             | Summit Premiere, Mandoo Pictures |                                          |
| 9. Juli                  | Japan, USA                                            | Kingsglaive: Final Fantasy XV                                           | Kingsglaive: Final Fantasy XV                                        | Digic Pictures, Square Enix Company, Square USA |                                          |
| 14. Juli                 | Deutschland                                           | Mullewapp – Eine schöne Schweinerei                                     | Mullewapp – Eine schöne Schweinerei                                  | MotionWorks, Mélusine Productions |                                          |
| 20 Juli                  | USA                                                   | LEGO DC Super Heroes: Justice League - Gefängnisausbruch in Gotham City | Lego DC Comics Superheroes: Justice League – Gotham City Breakout    | Warner Bros. Animation |                                          |
| 22. Juli                 | USA                                                   | Ice Age 5 – Kollision voraus!                                           | Ice Age: Collision Course                                            | Blue Sky Studios |                                          |
| 6. August                | Japan                                                 | Rudolf der schwarze Kater                                               | Rudorufu to ippai attena                                             | Nippon Television Network |                                          |
| 12. August               | USA                                                   | Sausage Party – Es geht um die Wurst                                    | Sausage Party                                                        | Annapurna Pictures, Columbia Pictures, Point Grey Pictures |                                          |
| 19. August               | USA, China                                            | Throne of Elves – Die Chroniken von Altera                              | Throne of Elves                                                      | Mili Pictures |                                          |
| 19. August               | USA, Japan                                            | Kubo – Der tapfere Samurai                                              | Kubo and the Two Strings                                             | Focus Features, Laika Entertainment |                                          |
| 23. September            | USA                                                   | Störche – Abenteuer im Anflug                                           | Storks                                                               | RatPac-Dune Entertainment, Warner Animation Group, Warner Bros. Animation                                                                                        |                                          |
| 5. Oktober               | Großbritannien                                        | Feuerwehrmann Sam: Achtung Außerirdische                                | Fireman Sam: Alien Alert! The Movie                                  | HIT Entertainment |                                          |
| 6. Oktober               | USA                                                   | Die Schwanenprinzessin - Heute Pirat, morgen Prinzessin                 | The Swan Princess: Princess Tomorrow, Pirate Today                   | Streetlight Animation, Nest Family Entertainment |                                          |
| 14. Oktober              | Spanien, Kanada                                       | Ozzy – Ein Held auf vier Pfoten                                         | Ozzy                                                                 | Arcadia Motion Pictures, BD Animation, Capitán Araña |                                          |
| 14. Oktober              | Japan                                                 | Gantz:O                                                                 | Gantz:O                                                              | Digital Frontier |                                          |
| 19. Oktober              | Frankreich, Kanada                                    | Ballerina                                                               | Ballerina                                                            | L'Atelier Animation |                                          |
| 21. Oktober              | Kanada                                                | Ghost Patrol                                                            | Ghost Patrol                                                         | DHX Media, Eh-Okay Entertainment |                                          |
| 24. Oktober              | USA                                                   | Trolls                                                                  | Trolls                                                               | DreamWorks Animation |                                          |
| 23. November             | USA                                                   | Vaiana                                                                  | Moana                                                                | Walt Disney Animation Studios |                                          |
| 1. Dezember              | USA, Kazakhstan                                       | Tellur Aliens                                                           | Tellur Aliens                                                        | Frame One Animation |                                          |
| 21. Dezember             | USA                                                   | Sing                                                                    | Sing                                                                 | Illumination Entertainment |                                          |
| 29. Dezember             | Russland                                              | Die Schneekönigin 3                                                     | The Snow Queen 3                                                     | 3 Beep, Wizart Animation |                                          |
| 2017                     |                                                       |                                                                         |                                                                      | |                                          |
| 17. Januar               | USA                                                   | Könige der Wellen 2 – WaveMania                                         | Surf's Up 2: WaveMania                                               | Sony Pictures Animation, WWE Studios |                                          |
| 19. Januar               | Deutschland                                           | Ritter Rost 2 – Das Schrottkomplott                                     | Ritter Rost 2 – Das Schrottkomplott                                  | Caligari Film |                                          |
| 1. Februar               | Frankreich, Kanada                                    | Sahara                                                                  | Sahara                                                               | Mandarin Films, La Station d'Animation, StudioCanal |                                          |
| 9. Februar               | USA, Dänemark                                         | The LEGO Batman Movie                                                   | The LEGO Batman Movie                                                | DC Entertainment, LEGO System A/S, Lin Pictures |                                          |
| 15. März                 | Deutschland                                           | Die Häschenschule – Jagd nach dem Goldenen Ei                           | Die Häschenschule – Jagd nach dem Goldenen Ei                        | Akkord Film Produktion GmbH, Virgin Lands Animated Pictures, Norddeutscher Rundfunk                                                                              |                                          |
| 28. März                 | USA, Indien, Südkorea                                 | Die Schwanenprinzessin: Blaublüter Undercover                           | The Swan Princess: Royally Undercover                                | Nest Family Entertainment, Streetlight Animation |                                          |
| 31. März                 | USA                                                   | The Boss Baby                                                           | The Boss Baby                                                        | DreamWorks Animation |                                          |
| 7. April                 | USA                                                   | Die Schlümpfe – Das verlorene Dorf                                      | Smurfs: The Lost Village                                             | Sony Pictures Animation |                                          |
| 5. Mai                   | Deutschland, Belgien, Luxemburg, Norwegen, USA        | Überflieger – Kleine Vögel, großes Geklapper                            | Richard the Stork                                                    | Den Siste Skilling, Knudsen & Streuber Medienmanufaktur, Mélusine Productions                                                                                    |                                          |
| 27. Mai                  | Japan                                                 | Resident Evil: Vendetta                                                 | Resident Evil Vendetta                                               | Capcom Company, Marza Animation Planet |                                          |
| 27. Mai                  | Großbritannien                                        | Bob der Baumeister: Das Mega Team                                       | Bob the Builder: Mega Machines                                       | HIT Entertainment, Mainframe Entertainment |                                          |
| 1. Juni                  | USA                                                   | Captain Underpants – Der supertolle erste Film                          | Captain Underpants: The First Epic Movie                             | DreamWorks Animation, Scholastic Productions |                                          |
| 6. Juni                  | USA                                                   | Cargo                                                                   | CarGo                                                                | The Asylum |                                          |
| 10. Juni                 | USA                                                   | Cars 3: Evolution                                                       | Cars 3                                                               | Pixar |                                          |
| 13. Juni                 | Frankreich                                            | Die Dschungelhelden - Das große Kinoabenteuer                           | Les as de la jungle                                                  | TAT Productions, Master Films, Vanilla Seed |                                          |
| 13. Juni                 | Großbritannien, Spanien                               | Tad Jones und das Geheimnis von König Midas                             | Tadeo Jones 2: El secreto del Rey Midas                              | 4 Cats Pictures, Generalitat de Catalunya – Departament de Cultura, Gree Products                                                                                |                                          |
| 30. Juni                 | USA                                                   | Ich – Einfach unverbesserlich 3                                         | Despicable Me 3                                                      | Universal Pictures, Illumination Entertainment |                                          |
| 21. Juli                 | Indien, Mexiko                                        | Monster Island                                                          | Monster Island                                                       | Anima Estudios, Discreet Arts Productions, Eficine |                                          |
| 25. Juli                 | USA                                                   | LEGO Scooby-Doo! Strandparty                                            | Lego Scooby Doo Blowout Beach Bash                                   | Warner Bros. Animation, The LEGO Group |                                          |
| 25. Juli                 | USA                                                   | LEGO DC Super Hero Girls: Im Bann des Diamanten                         | Lego DC Super Hero Girls: Brain Drain                                | DC Entertainment, Mattel, The LEGO Group |                                          |
| 28. Juli                 | USA                                                   | Emoji – Der Film                                                        | The Emoji Movie                                                      | Columbia Pictures, LStar Capital, Sony Pictures Animation |                                          |
| 10. August               | Südkorea, Kanada                                      | Operation: Nussknacker 2 – Voll auf die Nüsse                           | The Nut Job 2: Nutty by Nature                                       | Open Road Films, ToonBox Entertainment |                                          |
| 16. August               | Frankreich                                            | Bigfoot Junior                                                          | Bigfoot Junior                                                       | nWave Pictures, StudioCanal, Belga Productions |                                          |
| 21. August               | USA                                                   | Starship Troopers: Traitor of Mars                                      | Starship Troopers: Traitor of Mars                                   | Lucent Pictures Entertainment, Sola Digital Arts, Sony Pictures Entertainment                                                                                    |                                          |
| 24. August               | Deutschland                                           | Happy Family                                                            | Happy Family                                                         | Ambient Entertainment GmbH |                                          |
| 21. September            | Dänemark, USA                                         | The LEGO Ninjago Movie                                                  | The LEGO Ninjago Movie                                               | LEGO System A/S, Warner Animation Group |                                          |
| 1. Oktober               | Großbritannien, Niederlande                           | Der Kleine Vampir                                                       | The Little Vampire                                                   | A. Film, Ambient Entertainment GmbH, Cool Beans |                                          |
| 5. Oktober               | Kanada                                                | Mission Yeti – Die Abenteuer von Nelly und Simon                        | Mission Kathmandu: The Adventures of Nelly & Simon                   | Productions 10th Ave |                                          |
| 2. November              | USA, Kanada                                           | Gnomes & Trolls                                                         | Gnome Alone                                                          | 3QU Media, Cinesite Animation, SC Films International |                                          |
| 3. November              | Spanien, Belgien, Schweiz, USA, China, Großbritannien | Deep – Kleine Helden der Tiefsee                                        | Deep                                                                 | The Thinklab, The Kraken Films, Umedia, Dragon Dreams, Grid Animation, Silver Reel                                                                               |                                          |
| 11. November             | USA                                                   | Ferdinand – Geht STIERisch ab!                                          | Ferdinand                                                            | Blue Sky Studios, Twentieth Century Fox Animation |                                          |
| 14. November             | USA                                                   | Mariah Carey's All I Want for Christmas Is You                          | Mariah Carey's All I Want for Christmas Is You                       | Magic Carpet Productions, Prime Focus World, Splash Entertainment                                                                                                |                                          |
| 22. November             | USA                                                   | Coco – Lebendiger als das Leben!                                        | Coco                                                                 | Pixar Animation Studios, Walt Disney Pictures | Oscar für den besten Animationsfilm 2018 |
| 2018                     |                                                       |                                                                         |                                                                      | |                                          |
| 2. Februar               | Island, Belgien                                       | Ploey - Du fliegst niemals allein                                       | PLOEY – You Never Fly Alone                                          | GunHil, Cyborn |                                          |
| 1. März                  | Deutschland, Australien                               | Die Biene Maja – Die Honigspiele                                        | Maya the Bee: The Honey Games                                        | Studio 100 Media, Studio B Animation |                                          |
| 7. März                  | Ukraine                                               | Mila und Ruslan – Mutiger als erlaubt                                   | Wykradena prynzessa: Ruslan i Ljudmyla                               | Animagrad Animation Studio, Ukrainian Film School, Ukrainian State Film Agency                                                                                   |                                          |
| 15. März                 | Großbritannien, USA                                   | Sherlock Gnomes                                                         | Sherlock Gnomes                                                      | Metro-Goldwyn-Mayer (MGM), Paramount Pictures |                                          |
| 28. März                 | Frankreich, Luxemburg, USA                            | Die Abenteuer von Wolfsblut                                             | Croc-Blanc                                                           | Superprod, Bidibul Productions, Big Beach Films |                                          |
| 5. April                 | China                                                 | Cats - Ein schnurriges Abenteuer                                        | 猫与桃花源, Cats and Peachtopia                                      | Light Chaser Animation Studios |                                          |
| 20. April                | USA, Kanada                                           | Prinz Charming                                                          | Charming                                                             | 3QU Media, Cinesite, Storyoscopic Films |                                          |
| 11. Mai                  | Großbritannien, Mexiko, USA                           | Der Grump - Vorsicht, zorniger Zauberer!                                | A Wizard's Tale                                                      | Anima Estudios, Prime Focus World |                                          |
| 24. Mai                  | Deutschland, Luxemburg, Dänemark                      | Luis und die Aliens                                                     | Luis & the Aliens                                                    | Ulysses Filmproduktion, Fabrique d'Images, A. Film |                                          |
| 5. Juni                  | USA                                                   | Die Unglaublichen 2                                                     | Incredibles 2                                                        | Pixar Animation Studios, Walt Disney Pictures |                                          |
| 13. Juli                 | USA                                                   | Hotel Transsilvanien 3 – Ein Monster Urlaub                             | Hotel Transylvania 3: Summer Vacation                                | Sony Pictures Animation |                                          |
| 7. September             | China, Kanada, USA                                    | Next Gen – Das Mädchen und ihr Roboter                                  | Next Gen                                                             | Baozou Manhua, Netflix, Tangent Animation |                                          |
| 28. September            | USA                                                   | Smallfoot – Ein eisigartiges Abenteuer                                  | Smallfoot                                                            | Warner Animation Group, Warner Bros. Animation |                                          |
| 5. November              | USA                                                   | Chaos im Netz                                                           | Ralph Breaks the Internet                                            | Walt Disney Animation Studios, Walt Disney Pictures |                                          |
| 9. November              | China, USA                                            | Der Grinch                                                              | The Grinch                                                           | Universal Pictures, Illumination Entertainment, Perfect World Pictures                                                                                           |                                          |
| 6. Dezember              | Deutschland                                           | Tabaluga – Der Film                                                     | Tabaluga                                                             | Awesometown Entertainment, Deutsche Columbia Pictures Film Produktion, Tempest Film                                                                              |                                          |
| 2019                     |                                                       |                                                                         |                                                                      | |                                          |
| 7. Februar               | Dänemark, Kanada, Norwegen, Australien, USA           | The Lego Movie 2                                                        | The Lego Movie 2: The Second Part                                    | Animal Logic, LEGO System A/S, Warner Animation Group |                                          |
| 22. Februar              | USA                                                   | Drachenzähmen leicht gemacht 3: Die geheime Welt                        | How to Train Your Dragon: The Hidden World                           | DreamWorks Animation |                                          |
| 1. Mai                   | Russland, USA                                         | Mission Panda – Ein tierisches Team                                     | The Big Trip                                                         | Licensing Brands |                                          |
| 7. Juni                  | USA, Frankreich, Japan                                | Pets 2                                                                  | The Secret Life of Pets 2                                            | Universal Pictures, Illumination Entertainment, Dentsū, Fuji Television Network                                                                                  |                                          |
| 11. Juni                 | USA                                                   | A Toy Story: Alles hört auf kein Kommando                               | Toy Story 4                                                          | Pixar Animation Studios, Walt Disney Pictures | Oscar für den besten Animationsfilm 2020 |
| 9. August                | Finnland, USA                                         | Angry Birds 2 – Der Film                                                | The Angry Birds Movie 2                                              | Sony Pictures Animation, Rovio Entertainment |                                          |
| 27. September            | China, USA                                            | Everest – Ein Yeti will hoch hinaus                                     | Abominable                                                           | DreamWorks Animation, Pearl Studio |                                          |
| 11. Oktober              | Kanada, USA                                           | Die Addams Family                                                       | The Addams Family                                                    | Metro-Goldwyn-Mayer, Cinesite Animation |                                          |
| 7. November              | USA                                                   | Die Eiskönigin II                                                       | Frozen II                                                            | Pixar Animation Studios, Walt Disney Pictures |                                          |

## 2020–2024
| Veröffentlichungsdatum 1 | Produktionsland             | Dt. Titel                                         | Originaltitel                                                 | Animations-Studio | Anmerkungen                              |
| ------------------------ | --------------------------- | ------------------------------------------------- | ------------------------------------------------------------- | --- | ---------------------------------------- |
| 2020                     |                             |                                                   |                                                               | |                                          |
| 30. Januar               | Deutschland                 | Die Heinzels – Rückkehr der Heinzelmännchen       | Die Heinzels – Rückkehr der Heinzelmännchen                   | Akkord Film |                                          |
| 6. Februar               | Dänemark                    | Mina und die Traumzauberer                        | Dreambuilders                                                 | First Lady Film |                                          |
| 6. März                  | USA                         | Onward: Keine halben Sachen                       | Onward                                                        | Pixar Animation Studios, Walt Disney Pictures |                                          |
| 10. April                | USA                         | Trolls World Tour                                 | Trolls World Tour                                             | DreamWorks Animation |                                          |
| 15. Mai                  | USA, Kanada                 | Scooby! Voll verwedelt                            | Scoob!                                                        | Warner Animation Group |                                          |
| 15. Juni                 | Südafrika, Mauritius        | Dschungel-Beat: Der Film                          | Jungle Beat: The Movie                                        | Sunrise Productions, Sandcastle Studios |                                          |
| 24. September            | Russland                    | keine Veröffentlichung im deutschen Raum          | Белка и Стрелка. Карибская тайна, Space Dogs: Return to Earth | KinoAtis |                                          |
| 25. November             | USA                         | Die Croods – Alles auf Anfang                     | The Croods: A New Age                                         | DreamWorks Animation, Universal Pictures |                                          |
| 25. Dezember             | USA                         | Soul                                              | Soul                                                          | Pixar Animation Studios, Walt Disney Pictures | Oscar für den besten Animationsfilm 2021 |
| 2021                     |                             |                                                   |                                                               | |                                          |
| 7. Januar                | Australien                  | Biene Maja – Das geheime Königreich               | Maya the Bee: The Golden Orb                                  | Flying Bark Productions, Studio 100 Animation |                                          |
| 15. Januar               | USA, China                  | Der Wunschdrache                                  | Wish Dragon                                                   | Sony Pictures Animation, Base FX, Beijing Sparkle Roll Media Corporation, Flagship Entertainment Group, Boss Collaboration, Tencent Pictures, Cultural Investment Holdings, Columbia Pictures |                                          |
| 13. Februar              | Peru, Niederlande           | Ainbo – Hüterin des Amazonas                      | Ainbo: El espíritu del Amazonas                               | Tunche Films, Katuni Animation, Cool Beans |                                          |
| 5. März                  | USA                         | Raya und der letzte Drache                        | Raya and the Last Dragon                                      | Walt Disney Animation Studios, Walt Disney Pictures |                                          |
| 18. März                 | Russland                    | Geheimes Magieaufsichtsamt                        | Ганзель, Гретель и Агентство Магии                            | Wizart Animation, CTB Film Company |                                          |
| 23. April                | USA                         | Die Mitchells gegen die Maschinen                 | The Mitchells vs the Machines                                 | Sony Pictures Animation, Columbia Pictures, Lord Miller Productions, One Cool Films |                                          |
| 4. Juni                  | USA                         | Spirit – frei und ungezähmt                       | Spirit Untamed                                                | DreamWorks Animation, Universal Pictures |                                          |
| 18. Juni                 | USA, Italien                | Luca                                              | Luca                                                          | Pixar |                                          |
| 2. Juli                  | USA                         | Boss Baby – Schluss mit Kindergarten              | The Boss Baby: Family Business                                | DreamWorks Animation, Universal Pictures |                                          |
| 6. August                | USA                         | Vivo – Voller Leben                               | Vivo                                                          | Netflix, Sony Pictures Animation, Columbia Pictures |                                          |
| 20. August               | USA, Kanada                 | Paw Patrol – Der Kinofilm                         | PAW Patrol: The Movie                                         | Nickelodeon Movies, Spin Master Entertainment, Paramount Pictures |                                          |
| 24. September            | USA                         | My Little Pony – Eine neue Generation             | My Little Pony: A New Generation                              | Netflix, Entertainment One |                                          |
| 1. Oktober               | USA                         | Die Addams Family 2                               | The Addams Family 2                                           | Cinesite, Metro-Goldwyn-Mayer |                                          |
| 22. Oktober              | USA, Großbritannien         | Ron läuft schief                                  | Ron's Gone Wrong                                              | 20th Century Animation, Locksmith Animation, 20th Century Studios |                                          |
| 24. November             | Vereinigtes Königreich, USA | Rote Robin                                        | Robin Robin                                                   | Aardman Animations, Netflix |                                          |
| 24. November             | USA                         | Encanto                                           | Encanto                                                       | Walt Disney Animation Studios, Walt Disney Pictures |                                          |
| 3. Dezember              | USA                         | Gregs Tagebuch: Von Idioten umzingelt!            | Diary of a Wimpy Kid                                          | 20th Century Animation, Bardel Entertainment, Walt Disney Pictures |                                          |
| 15. Dezember             | USA                         | Rumble – Winnie rockt die Monster-Liga            | Rumble                                                        | Paramount Animation, WWE Studios, Walden Media, Reel FX Creative Studios, Paramount Pictures                                                                                                  |                                          |
| 22. Dezember             | USA                         | Sing – Die Show deines Lebens                     | Sing 2                                                        | Illumination, Universal Pictures |                                          |
| 2022                     |                             |                                                   |                                                               | |                                          |
| 14. Januar               | USA                         | Hotel Transsilvanien 4 – Eine Monster Verwandlung | Hotel Transylvania: Transformania                             | Sony Pictures Animation, Columbia Pictures |                                          |
| 23. Januar               | Südkorea                    | Pororo: Ein abenteuerliches Rennen                | Pororo, The Racing Adventure                                  | Ocon Studios |                                          |
| 28. Januar               | USA                         | Ice Age – Die Abenteuer von Buck Wild             | The Ice Age Adventures of Buck Wild                           | 20th Century Animation, Walt Disney Pictures |                                          |
| 11. März                 | USA                         | Rot                                               | Turning Red                                                   | Pixar, Walt Disney Pictures |                                          |
| 15. April                | USA                         | Die Gangster Gang                                 | The Bad Guys                                                  | DreamWorks Animation, Universal Pictures |                                          |
| 13. Juni                 | USA, Frankreich             | Minions – Auf der Suche nach dem Mini-Boss        | Minions: The Rise of Gru                                      | Universal Pictures, Illumination Entertainment |                                          |
| 2023                     |                             |                                                   |                                                               | |                                          |
| 16. Juni                 | USA                         | Elemental                                         | Elemental                                                     | Pixar Animation Studios, Walt Disney Pictures |                                          |
| 30. Juni                 | USA                         | Ruby taucht ab                                    | Ruby Gillman, Teenage Kraken                                  | Dreamworks Animation, Universal Pictures |                                          |
| 2024                     |                             |                                                   |                                                               | |                                          |
| 08. März                 | USA, China                  | Kung Fu Panda 4                                   | Kung Fu Panda 4                                               | DreamWorks Animation |                                          |
| 14. Juni                 | USA, Japan                  | Alles steht Kopf 2                                | Inside Out 2                                                  | Pixar Animation Studios, Walt Disney Pictures |                                          |
| 3. Juli                  | USA                         | Ich – Einfach unverbesserlich 4                   | Despicable Me 4                                               | Universal Pictures, Illumination Entertainment |                                          |
| 2025                     |                             |                                                   |                                                               | |                                          |
| 13. Juni                 | USA                         | Elio                                              | Elio                                                          | Pixar Animation Studios, Walt Disney Pictures |                                          |